# The Therapist
The Therapist es una película de drama nigeriana de 2021 dirigida por Kayode Kasum. Está protagonizada por Rita Dominic, Michelle Dede y Toyin Abraham. Se estrenó el 26 de marzo de 2021.

## Sinopsis
Una mujer que ha perdido la felicidad de vivir después de casarse y finalmente obtiene el divorcio. Posteriormente, brinda ayuda voluntaria a otras mujeres que también desean divorciarse de sus maridos infieles y abusivos.

## Elenco
- Rita Dominic
- Michelle Dede
- Toyin Abraham
- Shafy Bello
- Tope Tedela
- Antonio Monjaro
- Saeed Balogun
- Anee Icha